# Чемпіонат Африки з футзалу
Чемпіонат Африки з футзалу (англ. African Futsal Championship) — головне футзальне змагання країн, що входять в Африканську конфедерацію футболу. Проводиться з 1996 року кожні чотири роки. За результатами турніру відбираються збірні, які представлятимуть Африку на найближчому чемпіонаті світу. Найбільш успішною командою в історії змагання є збірна Єгипту, яка виграла три чемпіонати з п'яти.

## Результати
| Рік            | Місце                  |           | Фінал         | Фінал     | Фінал      |                         | Матч за 3-тє місце | Матч за 3-тє місце | Матч за 3-тє місце |
| Рік            | Місце                  | Чемпіон   | Рахунок       | Фіналіст  | 3-тє місце | Рахунок                 | 4-те місце         |                    |                    |
| 1996 Подробиці | Каїр, Єгипет           | Єгипет    | Груповий етап | Гана      | Зімбабве   | Груповий етап           | Сомалі             |                    |                    |
| 2000 Подробиці | Каїр, Єгипет           | Єгипет    | Груповий етап | Марокко   | Лівія      | Груповий етап           | ПАР                |                    |                    |
| 2004 Подробиці | Вдома і на виїзді      | Єгипет    | 10 – 2 3 – 5  | Мозамбік  | Марокко    | [ 1 ]                   | Гвінея-Бісау       |                    |                    |
| 2008 Подробиці | Триполі, Лівія         | Лівія     | 4 – 3 (дч)    | Єгипет    | Марокко    | 3 – 1 (дч)              | Мозамбік           |                    |                    |
| 2011 Подробиці | Уагадугу, Буркіна-Фасо | Скасовано | Скасовано     | Скасовано | Скасовано  | Скасовано               | Скасовано          |                    |                    |
| 2016 Подробиці | Йоганнесбург, ПАР      | Марокко   | 3 – 2         | Єгипет    | Мозамбік   | 5 – 5 (дч) (2 – 1) пен. | Замбія             |                    |                    |
| 2020 Подробиці | Марокко                |           |               |           |            |                         |                    |                    |                    |

## Виступ за країною
|   | Збірна       | Чемпіон                | Фіналіст       | 3-е місце      | 4-е місце |
| - | ------------ | ---------------------- | -------------- | -------------- | --------- |
| 1 | Єгипет       | 3 (1996*, 2000*, 2004) | 1 (2008, 2016) |                |           |
| 2 | Марокко      | 1 (2016)               | 1 (2000)       | 2 (2004, 2008) |           |
| 3 | Лівія        | 1 (2008*)              |                | 1 (2000)       |           |
| 4 | Мозамбік     |                        | 1 (2004)       | 1 (2016)       | 1 (2008)  |
| 5 | Гана         |                        | 1 (1996)       |                |           |
| 6 | Зімбабве     |                        |                | 1 (1996)       |           |
| 7 | Сомалі       |                        |                |                | 1 (1996)  |
| 7 | ПАР          |                        |                |                | 1 (2000)  |
| 7 | Гвінея-Бісау |                        |                |                | 1 (2004)  |
| 7 | Замбія       |                        |                |                | 1 (2016)  |